# Campeonato Clausura 2018 (Costa Rica)
El Campeonato Clausura 2018 fue la edición 110.° del campeonato de liga de la Primera División del fútbol costarricense.
El equipo Deportivo Saprissa se proclamó campeón de la temporada y logró su título número 34 (récord).

## Sistema de competición
El torneo de la Liga FPD está conformado en dos partes:
- Fase de clasificación: Se integra por las 22 jornadas del torneo.
- Fase cuadrangular: Se integra por los cuatro clubes mejor ubicados.

### Fase de clasificación
En la fase de clasificación se observará el sistema de puntos. La ubicación en la tabla general está sujeta a lo siguiente:
- Por juego ganado se obtendrán tres puntos.
- Por juego empatado se obtendrá un punto.
- Por juego perdido no se otorgan puntos.

En esta fase participan los 12 clubes de la Liga FPD jugando en cada torneo todos contra todos durante las 22 jornadas respectivas, a visita recíproca.
El orden de los clubes al final de la fase de calificación del torneo corresponderá a la suma de los puntos obtenidos por cada uno de ellos y se presentará en forma descendente. Si al finalizar las 22 jornadas del torneo, dos o más clubes estuviesen empatados en puntos, su posición en la tabla general será determinada atendiendo a los siguientes criterios de desempate:
1. Mayor diferencia positiva general de goles. Este resultado se obtiene mediante la sumatoria de los goles anotados a todos los rivales, en cada campeonato menos los goles recibidos de estos.
2. Mayor cantidad de goles a favor, anotados a todos los rivales dentro de la misma competencia.
3. Mejor puntuación particular que hayan conseguido en las confrontaciones particulares entre ellos mismos.
4. Mayor diferencia positiva particular de goles, la cual se obtiene sumando los goles de los equipos empatados y restándole los goles recibidos.
5. Mayor cantidad de goles a favor que hayan conseguido en las confrontaciones entre ellos mismos.
6. Como última alternativa, la UNAFUT realizaría un sorteo para el desempate.

### Fase cuadrangular
Al término de las 22 jornadas en la primera fase, los cuatro mejor ubicados en la tabla disputan la cuadrangular, y el equipo que obtuvo el primer lugar se asegura un puesto en la final de manera automática. Si este vuelve a quedar en la primera posición, se coronará campeón, pero si otro club consigue el liderato, se obligará a una final para disputar el título. En total se desarrollarán 6 fechas de visita recíproca.
El conjunto vencedor del torneo recibirá un cupo para la Liga de Campeones de la Concacaf 2019.

## Arbitraje
A continuación se mencionarán los árbitros que estarán presentes en el campeonato:
| - Álvaro Acuña Torres - Ricardo Montero Araya (2011) - Jimmy Torres Taylor - Benjamín Pineda - Henry Bejarano Matarrita (2011) - Juan Gabriel Calderón (2017) - Steven Madrigal Fallas - Cristian Rodríguez Rodríguez - Adrián Chinchilla Chaves - Keylor Herrera Villalobos | - Pedro Navarro Torres - Andrey Vega Chinchilla - Josué Ugalde Aguilar - Allen Quirós (2016) - Adrián Elizondo Badilla - Geiner Zúñiga Molina - David Gómez Araya - Isaac Mendoza Cárdenas |

### Uniformes
| Uniforme Arbitral Negro | Uniforme Arbitral Verde | Uniforme Arbitral Naranja |

## Trofeo
Desde su implementación en el Verano 2012, el trofeo de campeón cuenta con 32 pulgadas de altura, mientras que su diámetro es de 12. Tiene como características el balón de fútbol en la parte superior y los detalles en el cuerpo, ambos fabricados con oro; estos dos son sostenidos por una barra hecha de plata y su base es escalonada, realizada con el metal dorado. El título de subcampeón mide 30 pulgadas de alto y 9.5 de diámetro, totalmente de plata. Los dos premios son de manufactura italiana. Además, los finalistas reciben las respectivas medallas, de oro para el campeón y de plata para el subcampeón. Estas últimas son importadas de Estados Unidos, tienen medidas de 5 centímetros de diámetro y 3 milímetros de grosor. La inversión de todos estos elementos es de $5.000.
| Trofeo del Campeón | Trofeo del Subcampeón |
| ------------------ | --------------------- |
|                    |                       |

## Equipos por provincia
| Saprissa Herediano Guadalupe Alajuelense Carmelita Grecia UCR Pérez Zeledón Cartaginés Limón Santos Liberia |

| Provincia  | N.º | Equipos                                                                        |
| ---------- | --- | ------------------------------------------------------------------------------ |
| San José   | 4   | Deportivo Saprissa Guadalupe F.C. Pérez Zeledón Universidad de Costa Rica F.C. |
| Alajuela   | 3   | A.D. Carmelita L.D. Alajuelense Municipal Grecia                               |
| Limón      | 2   | Limón F.C. Santos de Guápiles                                                  |
| Heredia    | 1   | C.S. Herediano                                                                 |
| Cartago    | 1   | C.S. Cartaginés                                                                |
| Guanacaste | 1   | Municipal Liberia                                                              |

## Información de los equipos
| Equipo        | Entrenador        | Ciudad                  | Estadio           | Capacidad | Fundación       | Patrocinador        | Kit          | Televisora |
| ------------- | ----------------- | ----------------------- | ----------------- | --------- | --------------- | ------------------- | ------------ | ---------- |
| Alajuelense   | Luis Diego Arnáez | Alajuela                | Morera Soto       | 17.895    | 1919 (98 años)  | Claro               | Kelme        |            |
| Carmelita     | Mario Víquez      | Alajuela                | Rafael Bolaños    | 2.400     | 1948 (69 años)  | Decavisa            | ProSport     |            |
| Cartaginés    | Gustavo Roverano  | Cartago                 | "Fello" Meza      | 13.500    | 1906 (111 años) | Meco                | Joma         |            |
| Grecia        | Walter Centeno    | Grecia, Alajuela        | Allen Riggioni    | 4.000     | 1998 (19 años)  | Super Rosvil        | Living Sport |            |
| Guadalupe     | Géiner Segura     | Goicoechea, San José    | "Coyella" Fonseca | 4.500     | 2017 (1 años)   | Papa John's Pizza   | Pirma        |            |
| Herediano     | Jafet Soto        | Heredia                 | Rosabal Cordero   | 8.721     | 1921 (96 años)  | Kölbi               | Umbro        |            |
| Liberia       | Erick Rodríguez   | Liberia, Guanacaste     | Edgardo Baltodano | 5.797     | 1977 (40 años)  | Pulmitan de Liberia | ProSport     |            |
| Limón         | Horacio Esquivel  | Limón                   | Juan Gobán        | 3.000     | 1961 (56 años)  |                     | Living Sport |            |
| Pérez Zeledón | José Giacone      | Pérez Zeledón, San José | Municipal         | 6.100     | 1991 (26 años)  | Kölbi               | Textiles JB  |            |
| Santos        | Johnny Chaves     | Guápiles, Limón         | Ebal Rodríguez    | 4.500     | 1961 (56 años)  | Grupo Colono        | Living Sport |            |
| Saprissa      | Vladimir Quesada  | Tibás, San José         | Ricardo Saprissa  | 23.112    | 1935 (82 años)  | Bimbo               | Kappa        |            |
| UCR           | José Torres       | Desamparados, San José  | "Cuty" Monge      | 5.500     | 1941 (76 años)  |                     | Saeta        |            |

### Cambios de entrenadores
| Equipo            | Entrenador (jornadas)                                                 |
| ----------------- | --------------------------------------------------------------------- |
| C.S. Cartaginés   | Adrián Leandro (1-4) Greivin Mora* (5-10) Gustavo Roverano (11-22)    |
| Municipal Liberia | Víctor Abelenda* (1-7) Fernando Castro (8-10) Erick Rodríguez (11-22) |
| L.D. Alajuelense  | Nicolás Dos Santos (1-24) Luis Diego Arnáez (25-)                     |

(*) Entrenador interino. Las jornadas de la fase de clasificación abarcan desde la 1 hasta la 22, y las de la cuadrangular serían de la 23 a la 28.

## Estadios
| |                                                                                         |                                                                                          |
| |                                                                                         |                                                                                          |
| Estadio Ricardo Saprissa Ciudad: Tibás, San José Capacidad: 23.112 Club: Deportivo Saprissa          | Estadio Morera Soto Ciudad: Alajuela Capacidad: 17.895 Club: Alajuelense                | Estadio "Fello" Meza Ciudad: Cartago Capacidad: 13.500 Club: Cartaginés                  |
| |                                                                                         |                                                                                          |
| Estadio Rosabal Cordero Ciudad: Heredia Capacidad: 8.721 Club: Herediano                             | Estadio Municipal Ciudad: Pérez Zeledón, San José Capacidad: 6.100 Club: Pérez Zeledón  | Estadio Edgardo Baltodano Ciudad: Liberia, Guanacaste Capacidad: 5.797 Club: Liberia     |
| |                                                                                         |                                                                                          |
| Estadio "Cuty" Monge Ciudad: Desamparados, San José Capacidad: 5.500 Club: Universidad de Costa Rica | Estadio "Coyella" Fonseca Ciudad: Goicoechea, San José Capacidad: 4.500 Club: Guadalupe | Estadio Ebal Rodríguez Ciudad: Guápiles, Limón Capacidad: 4.500 Club: Santos de Guápiles |
| |                                                                                         |                                                                                          |
| Estadio Allen Riggioni Ciudad: Grecia, Alajuela Capacidad: 4.000 Club: Grecia                        | Estadio Juan Gobán Ciudad: Limón Capacidad: 3.000 Club: Limón                           | Estadio Rafael Bolaños Ciudad: Alajuela Capacidad: 2.400 Club: Carmelita                 |

## Fase de clasificación

### Tabla de posiciones
|     | Equipos                        |  | PJ | PG | PE | PP | GF | GC | Dif. | Pts. |
| --- | ------------------------------ |  | -- | -- | -- | -- | -- | -- | ---- | ---- |
| 1.  | C.S. Herediano                 |  | 22 | 13 | 6  | 3  | 34 | 14 | +20  | 45   |
| 2.  | Deportivo Saprissa             |  | 22 | 13 | 5  | 4  | 43 | 21 | +22  | 44   |
| 3.  | L.D. Alajuelense               |  | 22 | 13 | 4  | 5  | 46 | 25 | +21  | 43   |
| 4.  | Santos de Guápiles             |  | 22 | 10 | 9  | 3  | 30 | 16 | +14  | 39   |
| 5.  | Guadalupe F.C.                 |  | 22 | 7  | 8  | 7  | 28 | 32 | -4   | 29   |
| 6.  | Limón F.C.                     |  | 22 | 7  | 7  | 8  | 31 | 31 | 0    | 28   |
| 7.  | Pérez Zeledón                  |  | 22 | 7  | 7  | 8  | 27 | 32 | -5   | 28   |
| 8.  | Universidad de Costa Rica F.C. |  | 22 | 6  | 7  | 9  | 26 | 32 | -6   | 25   |
| 9.  | A.D. Carmelita                 |  | 22 | 7  | 4  | 11 | 26 | 39 | -13  | 25   |
| 10. | Municipal Grecia               |  | 22 | 6  | 6  | 10 | 27 | 34 | -7   | 24   |
| 11. | Municipal Liberia              |  | 22 | 3  | 6  | 13 | 18 | 44 | -26  | 15   |
| 12. | C.S. Cartaginés                |  | 22 | 1  | 9  | 12 | 16 | 32 | -16  | 12   |

| Simbología |
| --- |
| Pos – Posición; PJ – Partidos Jugados; PG - Partidos Ganados; PE - Partidos Empatados; PP - Partidos Perdidos; GF – Goles a Favor; GC – Goles en Contra; DIF – Diferencia de Goles; PTS - Puntos. |

|  | Líder, clasifica a la final y a la cuadrangular (1º Lugar). |
|  | Clasifican a la cuadrangular (2º a 4º Lugar).               |
|  | Último lugar.                                               |

### Tabla acumulada de la temporada
|     | Equipos                        |  | PJ | PG | PE | PP | GF | GC  | Dif. | Pts. |
| --- | ------------------------------ |  | -- | -- | -- | -- | -- | --- | ---- | ---- |
| 1.  | C.S. Herediano                 |  | 44 | 29 | 12 | 3  | 75 | 26  | +49  | 99   |
| 2.  | Deportivo Saprissa             |  | 44 | 26 | 9  | 9  | 93 | 48  | +45  | 87   |
| 3.  | Santos de Guápiles             |  | 44 | 21 | 16 | 7  | 76 | 44  | +32  | 79   |
| 4.  | L.D. Alajuelense               |  | 44 | 21 | 11 | 12 | 84 | 56  | +28  | 74   |
| 5.  | Pérez Zeledón                  |  | 44 | 17 | 13 | 14 | 71 | 65  | +5   | 64   |
| 6.  | Limón F.C.                     |  | 44 | 14 | 16 | 14 | 66 | 67  | -1   | 58   |
| 7.  | Municipal Grecia               |  | 44 | 14 | 13 | 17 | 58 | 71  | -13  | 55   |
| 8.  | Universidad de Costa Rica F.C. |  | 44 | 10 | 15 | 19 | 43 | 60  | -17  | 45   |
| 9.  | Guadalupe F.C.                 |  | 44 | 10 | 15 | 19 | 50 | 68  | -18  | 45   |
| 10. | A.D. Carmelita                 |  | 44 | 11 | 10 | 23 | 55 | 77  | -22  | 43   |
| 11. | C.S. Cartaginés                |  | 44 | 5  | 20 | 19 | 43 | 70  | -27  | 35   |
| 12. | Municipal Liberia              |  | 44 | 7  | 8  | 29 | 41 | 101 | -60  | 29   |

| Simbología |
| --- |
| Pos – Posición; PJ – Partidos Jugados; PG - Partidos Ganados; PE - Partidos Empatados; PP - Partidos Perdidos; GF – Goles a Favor; GC – Goles en Contra; DIF – Diferencia de Goles; PTS - Puntos. |

|  | Clasificado a la Liga de Campeones de la Concacaf 2019. |
|  | Clasificado a la Liga Concacaf 2018.                    |
|  | Descendido a la Liga de Ascenso.                        |

### Evolución de la clasificación
| Equipo / Jornada                  | 01 | 02 | 03 | 04 | 05 | 06 | 07 | 08 | 09 | 10 | 11 | 12 | 13 | 14 | 15 | 16 | 17 | 18 | 19 | 20 | 21 | 22 |
| --------------------------------- | -- | -- | -- | -- | -- | -- | -- | -- | -- | -- | -- | -- | -- | -- | -- | -- | -- | -- | -- | -- | -- | -- |
| Herediano                         | 4  | 5  | 6  | 4  | 3  | 4  | 3  | 2  | 2  | 1  | 2  | 1  | 1  | 2  | 2  | 3  | 2  | 1  | 1  | 1  | 1  | 1  |
| Saprissa                          | 1  | 1  | 1  | 1  | 1  | 1  | 1  | 1  | 1  | 3  | 3  | 3  | 3  | 1  | 1  | 1  | 3  | 3  | 3  | 2  | 2  | 2  |
| Alajuelense                       | 2  | 3  | 2  | 2  | 2  | 2  | 4  | 3  | 3  | 2  | 1  | 2  | 2  | 3  | 3  | 2  | 1  | 2  | 2  | 3  | 3  | 3  |
| Santos                            | 7  | 8  | 9  | 8  | 8  | 7  | 6  | 6  | 6  | 6  | 6  | 5  | 4  | 4  | 4  | 4  | 4  | 4  | 4  | 4  | 4  | 4  |
| Guadalupe                         | 6  | 4  | 4  | 3  | 4  | 5  | 2  | 5  | 7  | 7  | 7  | 8  | 6  | 6  | 5  | 6  | 7  | 6  | 7  | 5  | 6  | 5  |
| Limón                             | 8  | 9  | 10 | 9  | 10 | 10 | 10 | 10 | 9  | 10 | 10 | 10 | 9  | 7  | 6  | 5  | 5  | 5  | 6  | 7  | 5  | 6  |
| Pérez Zeledón                     | 5  | 6  | 7  | 6  | 5  | 3  | 5  | 4  | 5  | 4  | 4  | 4  | 5  | 5  | 7  | 7  | 6  | 7  | 5  | 6  | 7  | 7  |
| UCR                               | 11 | 10 | 5  | 7  | 6  | 8  | 7  | 7  | 8  | 8  | 9  | 9  | 10 | 8  | 9  | 9  | 9  | 9  | 10 | 9  | 10 | 8  |
| Carmelita                         | 3  | 2  | 3  | 5  | 7  | 6  | 8  | 8  | 4  | 5  | 5  | 7  | 8  | 10 | 10 | 10 | 10 | 10 | 8  | 10 | 8  | 9  |
| Grecia                            | 10 | 12 | 12 | 12 | 12 | 11 | 11 | 11 | 10 | 9  | 8  | 6  | 7  | 9  | 8  | 8  | 8  | 8  | 9  | 8  | 9  | 10 |
| Liberia                           | 12 | 11 | 8  | 10 | 9  | 9  | 9  | 9  | 11 | 11 | 11 | 12 | 12 | 12 | 12 | 12 | 12 | 11 | 11 | 12 | 12 | 11 |
| Cartaginés                        | 9  | 7  | 11 | 11 | 11 | 12 | 12 | 12 | 12 | 12 | 12 | 11 | 11 | 11 | 11 | 11 | 11 | 12 | 12 | 11 | 11 | 12 |
| Última actualización: 18 de abril |    |    |    |    |    |    |    |    |    |    |    |    |    |    |    |    |    |    |    |    |    |    |

### Resumen de resultados
| Local / Visita                    | ADC   | GRE   | GFC   | UCR   | CSC   | CSH   | SAP   | LDA   | LFC   | MPZ   | LIB   | SAN   |
| --------------------------------- | ----- | ----- | ----- | ----- | ----- | ----- | ----- | ----- | ----- | ----- | ----- | ----- |
| A.D. Carmelita                    |       | 4 - 0 | 1 - 4 | 1 - 0 | 2 - 1 | 1 - 2 | 1 - 1 | 0 - 5 | 2 - 2 | 0 - 1 | 2 - 1 | 1 - 2 |
| Municipal Grecia                  | 2 - 1 |       | 2 - 3 | 0 - 3 | 0 - 0 | 2 - 1 | 2 - 2 | 1 - 2 | 1 - 1 | 2 - 3 | 2 - 0 | 0 - 0 |
| Guadalupe F.C.                    | 2 - 0 | 2 - 1 |       | 1 - 1 | 1 - 0 | 1 - 1 | 0 - 3 | 0 - 3 | 1 - 2 | 0 - 0 | 1 - 1 | 2 - 3 |
| Universidad de Costa Rica F.C.    | 3 - 1 | 1 - 2 | 2 - 2 |       | 0 - 0 | 0 - 1 | 1 - 0 | 2 - 4 | 1 - 2 | 2 - 1 | 2 - 0 | 1 - 1 |
| C.S. Cartaginés                   | 4 - 1 | 0 - 0 | 1 - 2 | 1 - 1 |       | 1 - 1 | 0 - 3 | 1 - 1 | 1 - 1 | 1 - 2 | 0 - 1 | 0 - 3 |
| C.S. Herediano                    | 0 - 1 | 3 - 0 | 3 - 1 | 1 - 1 | 3 - 0 |       | 1 - 0 | 1 - 1 | 1 - 0 | 2 - 0 | 6 - 3 | 1 - 0 |
| Deportivo Saprissa                | 3 - 1 | 2 - 2 | 4 - 0 | 2 - 1 | 1 - 0 | 1 - 1 |       | 3 - 1 | 2 - 1 | 3 - 0 | 1 - 0 | 1 - 0 |
| L.D. Alajuelense                  | 4 - 2 | 2 - 3 | 1 - 0 | 4 - 0 | 1 - 0 | 1 - 0 | 3 - 3 |       | 1 - 0 | 3 - 0 | 4 - 0 | 0 - 2 |
| Limón F.C.                        | 0 - 1 | 2 - 1 | 1 - 3 | 1 - 1 | 3 - 1 | 0 - 1 | 3 - 2 | 2 - 1 |       | 1 - 1 | 3 - 0 | 2 - 3 |
| Pérez Zeledón                     | 1 - 1 | 1 - 0 | 1 - 1 | 0 - 1 | 3 - 2 | 0 - 1 | 2 - 3 | 4 - 1 | 2 - 2 |       | 2 - 2 | 2 - 1 |
| Municipal Liberia                 | 0 - 1 | 0 - 4 | 0 - 0 | 3 - 1 | 1 - 1 | 0 - 3 | 0 - 3 | 1 - 3 | 3 - 1 | 1 - 1 |       | 1 - 1 |
| Santos de Guápiles                | 1 - 1 | 1 - 0 | 1 - 1 | 4 - 1 | 1 - 1 | 0 - 0 | 1 - 0 | 0 - 0 | 1 - 1 | 2 - 0 | 2 - 0 |       |
| Última actualización: 18 de abril |       |       |       |       |       |       |       |       |       |       |       |       |

|  | Victoria del conjunto local     |
|  | Empate                          |
|  | Victoria del conjunto visitante |

### Jornadas
- Los horarios son correspondientes al tiempo de Costa Rica (UTC-6).
- El calendario de los partidos se dio a conocer el 26 de septiembre de 2017.[11]

#### Primera vuelta
| A.D. Carmelita                 | 2 - 1 | C.S. Cartaginés    | Morera Soto       | 6 de enero | 14:00 |  |
| Municipal Grecia               | 1 - 2 | L.D. Alajuelense   | Allen Riggioni    | 7 de enero | 13:00 |  |
| Universidad de Costa Rica F.C. | 0 - 1 | C.S. Herediano     | "Cuty" Monge      | 7 de enero | 14:30 |  |
| Santos de Guápiles             | 1 - 1 | Guadalupe F.C.     | Ebal Rodríguez    | 7 de enero | 15:00 |  |
| Limón F.C.                     | 1 - 1 | Pérez Zeledón      | Juan Gobán        | 7 de enero | 15:00 |  |
| Municipal Liberia              | 0 - 3 | Deportivo Saprissa | Edgardo Baltodano | 7 de enero | 18:00 |  |
| Total de goles: 14             |       |                    |                   |            |       |  |

| C.S. Herediano     | 0 - 1 | A.D. Carmelita                 | Rosabal Cordero   | 9 de enero  | 20:00 |  |
| Guadalupe F.C.     | 2 - 1 | Municipal Grecia               | "Coyella" Fonseca | 10 de enero | 15:00 |  |
| L.D. Alajuelense   | 1 - 0 | Limón F.C.                     | Morera Soto       | 10 de enero | 20:00 |  |
| C.S. Cartaginés    | 1 - 1 | Universidad de Costa Rica F.C. | "Fello" Meza      | 10 de enero | 20:00 |  |
| Pérez Zeledón      | 2 - 2 | Municipal Liberia              | Municipal         | 10 de enero | 20:00 |  |
| Deportivo Saprissa | 1 - 0 | Santos de Guápiles             | Ricardo Saprissa  | 10 de enero | 20:00 |  |
| Total de goles: 12 |       |                                |                   |             |       |  |

| Universidad de Costa Rica F.C. | 2 - 1 | Pérez Zeledón      | "Cuty" Monge      | 13 de enero   | 14:30 |  |
| Municipal Liberia              | 0 - 0 | Guadalupe F.C.     | Edgardo Baltodano | 13 de enero   | 20:00 |  |
| L.D. Alajuelense               | 1 - 0 | C.S. Herediano     | Morera Soto       | 14 de enero   | 11:00 |  |
| C.S. Cartaginés                | 0 - 3 | Deportivo Saprissa | "Fello" Meza      | 14 de enero   | 16:00 |  |
| Municipal Grecia               | 1 - 1 | Limón F.C.         | Allen Riggioni    | 21 de febrero | 15:00 |  |
| Santos de Guápiles             | 1 - 1 | A.D. Carmelita     | Ebal Rodríguez    | 21 de febrero | 20:00 |  |
| Total de goles: 11             |       |                    |                   |               |       |  |

| Limón F.C.         | 1 - 1 | Universidad de Costa Rica F.C. | Juan Gobán        | 17 de enero | 15:00 |  |
| Guadalupe F.C.     | 1 - 0 | C.S. Cartaginés                | "Coyella" Fonseca | 17 de enero | 15:00 |  |
| C.S. Herediano     | 3 - 0 | Municipal Grecia               | Rosabal Cordero   | 17 de enero | 20:00 |  |
| Santos de Guápiles | 2 - 0 | Municipal Liberia              | Ebal Rodríguez    | 17 de enero | 20:00 |  |
| Deportivo Saprissa | 3 - 1 | A.D. Carmelita                 | Ricardo Saprissa  | 17 de enero | 20:00 |  |
| Pérez Zeledón      | 4 - 1 | L.D. Alajuelense               | Municipal         | 18 de enero | 20:00 |  |
| Total de goles: 17 |       |                                |                   |             |       |  |

| Universidad de Costa Rica F.C. | 2 - 2 | Guadalupe F.C.     | "Cuty" Monge      | 20 de enero | 14:30 |  |
| C.S. Herediano                 | 1 - 0 | Deportivo Saprissa | Rosabal Cordero   | 20 de enero | 20:00 |  |
| A.D. Carmelita                 | 0 - 1 | Pérez Zeledón      | Rafael Bolaños    | 21 de enero | 15:00 |  |
| Municipal Grecia               | 0 - 0 | Santos de Guápiles | Allen Riggioni    | 21 de enero | 15:00 |  |
| Municipal Liberia              | 3 - 1 | Limón F.C.         | Edgardo Baltodano | 21 de enero | 15:00 |  |
| C.S. Cartaginés                | 1 - 1 | L.D. Alajuelense   | "Fello" Meza      | 21 de enero | 16:00 |  |
| Total de goles: 12             |       |                    |                   |             |       |  |

| Guadalupe F.C.     | 1 - 1 | C.S. Herediano                 | "Coyella" Fonseca | 23 de enero | 20:00 |  |
| Limón F.C.         | 0 - 1 | A.D. Carmelita                 | Juan Gobán        | 24 de enero | 15:00 |  |
| L.D. Alajuelense   | 4 - 0 | Municipal Liberia              | Morera Soto       | 24 de enero | 20:00 |  |
| Pérez Zeledón      | 3 - 2 | C.S. Cartaginés                | Municipal         | 24 de enero | 20:00 |  |
| Santos de Guápiles | 4 - 1 | Universidad de Costa Rica F.C. | Ebal Rodríguez    | 24 de enero | 20:00 |  |
| Deportivo Saprissa | 2 - 2 | Municipal Grecia               | Nacional          | 24 de enero | 20:00 |  |
| Total de goles: 21 |       |                                |                   |             |       |  |

| A.D. Carmelita                 | 1 - 4 | Guadalupe F.C.    | Rafael Bolaños  | 27 de enero | 14:00 |  |
| Universidad de Costa Rica F.C. | 2 - 0 | Municipal Liberia | "Cuty" Monge    | 27 de enero | 14:30 |  |
| C.S. Herediano                 | 2 - 0 | Pérez Zeledón     | Rosabal Cordero | 27 de enero | 20:00 |  |
| Deportivo Saprissa             | 3 - 1 | L.D. Alajuelense  | Nacional        | 28 de enero | 11:00 |  |
| Municipal Grecia               | 0 - 0 | C.S. Cartaginés   | Allen Riggioni  | 28 de enero | 15:00 |  |
| Santos de Guápiles             | 1 - 1 | Limón F.C.        | Ebal Rodríguez  | 28 de enero | 16:00 |  |
| Total de goles: 15             |       |                   |                 |             |       |  |

| Universidad de Costa Rica F.C. | 1 - 0 | Deportivo Saprissa | "Cuty" Monge      | 31 de enero  | 14:30 |  |
| Limón F.C.                     | 0 - 1 | C.S. Herediano     | Juan Gobán        | 31 de enero  | 15:00 |  |
| Municipal Liberia              | 0 - 1 | A.D. Carmelita     | Edgardo Baltodano | 31 de enero  | 20:00 |  |
| C.S. Cartaginés                | 0 - 3 | Santos de Guápiles | "Fello" Meza      | 31 de enero  | 20:00 |  |
| Pérez Zeledón                  | 1 - 0 | Municipal Grecia   | Municipal         | 31 de enero  | 20:00 |  |
| L.D. Alajuelense               | 1 - 0 | Guadalupe F.C.     | Morera Soto       | 2 de febrero | 20:00 |  |
| Total de goles: 8              |       |                    |                   |              |       |  |

| A.D. Carmelita     | 1 - 0 | Universidad de Costa Rica F.C. | "Fello" Meza      | 6 de febrero | 19:00 |  |
| Guadalupe F.C.     | 1 - 2 | Limón F.C.                     | "Coyella" Fonseca | 7 de febrero | 15:00 |  |
| C.S. Herediano     | 3 - 0 | C.S. Cartaginés                | Rosabal Cordero   | 7 de febrero | 20:00 |  |
| Deportivo Saprissa | 3 - 0 | Pérez Zeledón                  | Ricardo Saprissa  | 7 de febrero | 20:00 |  |
| Municipal Grecia   | 2 - 0 | Municipal Liberia              | Allen Riggioni    | 8 de febrero | 15:00 |  |
| Santos de Guápiles | 0 - 0 | L.D. Alajuelense               | Ebal Rodríguez    | 8 de febrero | 20:00 |  |
| Total de goles: 12 |       |                                |                   |              |       |  |

| C.S. Herediano     | 6 - 3 | Municipal Liberia              | Rosabal Cordero  | 10 de febrero | 20:00 |  |
| Pérez Zeledón      | 2 - 1 | Santos de Guápiles             | Municipal        | 11 de febrero | 13:30 |  |
| Municipal Grecia   | 2 - 1 | A.D. Carmelita                 | Allen Riggioni   | 11 de febrero | 15:00 |  |
| L.D. Alajuelense   | 4 - 0 | Universidad de Costa Rica F.C. | Morera Soto      | 11 de febrero | 17:00 |  |
| C.S. Cartaginés    | 1 - 1 | Limón F.C.                     | "Fello" Meza     | 7 de marzo    | 20:00 |  |
| Deportivo Saprissa | 4 - 0 | Guadalupe F.C.                 | Ricardo Saprissa | 7 de marzo    | 20:00 |  |
| Total de goles: 25 |       |                                |                  |               |       |  |

| Universidad de Costa Rica F.C. | 1 - 2 | Municipal Grecia   | "Cuty" Monge      | 14 de febrero | 14:30 |  |
| Guadalupe F.C.                 | 0 - 0 | Pérez Zeledón      | "Coyella" Fonseca | 14 de febrero | 15:00 |  |
| Limón F.C.                     | 3 - 2 | Deportivo Saprissa | Juan Gobán        | 14 de febrero | 15:00 |  |
| Municipal Liberia              | 1 - 1 | C.S. Cartaginés    | Edgardo Baltodano | 14 de febrero | 20:00 |  |
| A.D. Carmelita                 | 0 - 5 | L.D. Alajuelense   | "Fello" Meza      | 14 de febrero | 20:00 |  |
| Santos de Guápiles             | 0 - 0 | C.S. Herediano     | Ebal Rodríguez    | 14 de febrero | 20:00 |  |
| Total de goles: 15             |       |                    |                   |               |       |  |

#### Segunda vuelta
| C.S. Herediano     | 1 - 1 | Universidad de Costa Rica F.C. | Rosabal Cordero   | 17 de febrero | 20:00 |  |
| Pérez Zeledón      | 2 - 2 | Limón F.C.                     | Municipal         | 18 de febrero | 13:30 |  |
| C.S. Cartaginés    | 4 - 1 | A.D. Carmelita                 | "Fello" Meza      | 18 de febrero | 13:30 |  |
| Guadalupe F.C.     | 2 - 3 | Santos de Guápiles             | "Coyella" Fonseca | 18 de febrero | 15:00 |  |
| Deportivo Saprissa | 1 - 0 | Municipal Liberia              | Ricardo Saprissa  | 18 de febrero | 16:00 |  |
| L.D. Alajuelense   | 2 - 3 | Municipal Grecia               | Morera Soto       | 18 de febrero | 17:00 |  |
| Total de goles: 22 |       |                                |                   |               |       |  |

| A.D. Carmelita                 | 1 - 2 | C.S. Herediano     | Rafael Bolaños    | 24 de febrero | 14:00 |  |
| Municipal Grecia               | 2 - 3 | Guadalupe F.C.     | Allen Riggioni    | 25 de febrero | 13:00 |  |
| Universidad de Costa Rica F.C. | 0 - 0 | C.S. Cartaginés    | "Cuty" Monge      | 25 de febrero | 14:00 |  |
| Municipal Liberia              | 1 - 1 | Pérez Zeledón      | Edgardo Baltodano | 25 de febrero | 15:00 |  |
| Limón F.C.                     | 2 - 1 | L.D. Alajuelense   | Juan Gobán        | 25 de febrero | 15:00 |  |
| Santos de Guápiles             | 1 - 0 | Deportivo Saprissa | Ebal Rodríguez    | 25 de febrero | 16:00 |  |
| Total de goles: 14             |       |                    |                   |               |       |  |

| A.D. Carmelita     | 1 - 2 | Santos de Guápiles             | Rafael Bolaños    | 3 de marzo | 14:00 |  |
| C.S. Herediano     | 1 - 1 | L.D. Alajuelense               | Rosabal Cordero   | 3 de marzo | 20:00 |  |
| Deportivo Saprissa | 1 - 0 | C.S. Cartaginés                | Ricardo Saprissa  | 4 de marzo | 11:00 |  |
| Limón F.C.         | 2 - 1 | Municipal Grecia               | Juan Gobán        | 4 de marzo | 15:00 |  |
| Pérez Zeledón      | 0 - 1 | Universidad de Costa Rica F.C. | Municipal         | 4 de marzo | 16:00 |  |
| Guadalupe F.C.     | 1 - 1 | Municipal Liberia              | "Coyella" Fonseca | 4 de marzo | 17:00 |  |
| Total de goles:12  |       |                                |                   |            |       |  |

| L.D. Alajuelense               | 3 - 0 | Pérez Zeledón      | Morera Soto       | 10 de marzo | 19:05 |  |
| A.D. Carmelita                 | 1 - 1 | Deportivo Saprissa | Morera Soto       | 11 de marzo | 14:00 |  |
| Universidad de Costa Rica F.C. | 1 - 2 | Limón F.C.         | "Cuty" Monge      | 11 de marzo | 14:30 |  |
| Municipal Grecia               | 2 - 1 | C.S. Herediano     | Allen Riggioni    | 11 de marzo | 15:00 |  |
| Municipal Liberia              | 1 - 1 | Santos de Guápiles | Edgardo Baltodano | 11 de marzo | 15:00 |  |
| C.S. Cartaginés                | 1 - 2 | Guadalupe F.C.     | "Fello" Meza      | 11 de marzo | 16:00 |  |
| Total de goles: 16             |       |                    |                   |             |       |  |

| L.D. Alajuelense   | 1 - 0 | C.S. Cartaginés                | Morera Soto       | 17 de marzo | 19:05 |  |
| Deportivo Saprissa | 1 - 1 | C.S. Herediano                 | Ricardo Saprissa  | 18 de marzo | 11:00 |  |
| Limón F.C.         | 3 - 0 | Municipal Liberia              | Juan Gobán        | 18 de marzo | 15:00 |  |
| Santos de Guápiles | 1 - 0 | Municipal Grecia               | Ebal Rodríguez    | 18 de marzo | 15:30 |  |
| Pérez Zeledón      | 1 - 1 | A.D. Carmelita                 | Municipal         | 18 de marzo | 16:00 |  |
| Guadalupe F.C.     | 1 - 1 | Universidad de Costa Rica F.C. | "Coyella" Fonseca | 18 de marzo | 17:00 |  |
| Total de goles: 11 |       |                                |                   |             |       |  |

| Municipal Grecia               | 2 - 2 | Deportivo Saprissa | Morera Soto       | 20 de marzo | 20:00 |  |
| Universidad de Costa Rica F.C. | 1 - 1 | Santos de Guápiles | Rafael Bolaños    | 21 de marzo | 14:30 |  |
| A.D. Carmelita                 | 2 - 2 | Limón F.C.         | Morera Soto       | 21 de marzo | 19:00 |  |
| C.S. Cartaginés                | 1 - 2 | Pérez Zeledón      | "Fello" Meza      | 21 de marzo | 20:00 |  |
| C.S. Herediano                 | 3 - 1 | Guadalupe F.C.     | Rosabal Cordero   | 21 de marzo | 20:00 |  |
| Municipal Liberia              | 1 - 3 | L.D. Alajuelense   | Edgardo Baltodano | 21 de marzo | 20:00 |  |
| Total de goles:21              |       |                    |                   |             |       |  |

| Guadalupe F.C.     | 2 - 0 | A.D. Carmelita                 | "Coyella" Fonseca | 24 de marzo | 15:00 |  |
| C.S. Cartaginés    | 0 - 0 | Municipal Grecia               | "Fello" Meza      | 25 de marzo | 14:00 |  |
| Municipal Liberia  | 3 - 1 | Universidad de Costa Rica F.C. | Edgardo Baltodano | 25 de marzo | 15:00 |  |
| Limón F.C.         | 2 - 3 | Santos de Guápiles             | Juan Gobán        | 25 de marzo | 15:00 |  |
| Pérez Zeledón      | 0 - 1 | C.S. Herediano                 | Municipal         | 25 de marzo | 16:00 |  |
| L.D. Alajuelense   | 3 - 3 | Deportivo Saprissa             | Morera Soto       | 25 de marzo | 17:00 |  |
| Total de goles: 18 |       |                                |                   |             |       |  |

| A.D. Carmelita     | 2 - 1 | Municipal Liberia              | Morera Soto       | 27 de marzo | 19:00 |  |
| Municipal Grecia   | 2 - 3 | Pérez Zeledón                  | Allen Riggioni    | 28 de marzo | 15:00 |  |
| C.S. Herediano     | 1 - 0 | Limón F.C.                     | Rosabal Cordero   | 28 de marzo | 20:00 |  |
| Santos de Guápiles | 1 - 1 | C.S. Cartaginés                | Ebal Rodríguez    | 28 de marzo | 20:00 |  |
| Deportivo Saprissa | 2 - 1 | Universidad de Costa Rica F.C. | Ricardo Saprissa  | 28 de marzo | 20:00 |  |
| Guadalupe F.C.     | 0 - 3 | L.D. Alajuelense               | "Coyella" Fonseca | 29 de marzo | 15:00 |  |
| Total de goles: 17 |       |                                |                   |             |       |  |

| L.D. Alajuelense               | 0 - 2 | Santos de Guápiles | Morera Soto       | 7 de abril | 19:00 |  |
| C.S. Cartaginés                | 1 - 1 | C.S. Herediano     | "Fello" Meza      | 8 de abril | 14:00 |  |
| Municipal Liberia              | 0 - 4 | Municipal Grecia   | Edgardo Baltodano | 8 de abril | 15:00 |  |
| Limón F.C.                     | 1 - 3 | Guadalupe F.C.     | Juan Gobán        | 8 de abril | 15:00 |  |
| Pérez Zeledón                  | 2 - 3 | Deportivo Saprissa | Municipal         | 8 de abril | 16:00 |  |
| Universidad de Costa Rica F.C. | 3 - 1 | A.D. Carmelita     | El Labrador       | 9 de abril | 14:00 |  |
| Total de goles:21              |       |                    |                   |            |       |  |

| A.D. Carmelita                 | 4 - 0 | Municipal Grecia   | Rafael Bolaños    | 14 de abril | 14:00 |  |
| Universidad de Costa Rica F.C. | 2 - 4 | L.D. Alajuelense   | Nacional          | 15 de abril | 12:00 |  |
| Santos de Guápiles             | 2 - 0 | Pérez Zeledón      | Ebal Rodríguez    | 15 de abril | 14:00 |  |
| Limón F.C.                     | 3 - 1 | C.S. Cartaginés    | Juan Gobán        | 15 de abril | 15:00 |  |
| Municipal Liberia              | 0 - 3 | C.S. Herediano     | Edgardo Baltodano | 15 de abril | 16:00 |  |
| Guadalupe F.C.                 | 0 - 3 | Deportivo Saprissa | "Coyella" Fonseca | 15 de abril | 18:00 |  |
| Total de goles:22              |       |                    |                   |             |       |  |

| Municipal Grecia   | 0 - 3 | Universidad de Costa Rica F.C. | Allen Riggioni   | 18 de abril | 15:00 | No hubo |
| C.S. Cartaginés    | 0 - 1 | Municipal Liberia              | "Fello" Meza     | 18 de abril | 15:00 |         |
| L.D. Alajuelense   | 4 - 2 | A.D. Carmelita                 | Morera Soto      | 18 de abril | 20:00 |         |
| C.S. Herediano     | 1 - 0 | Santos de Guápiles             | Rosabal Cordero  | 18 de abril | 20:00 |         |
| Pérez Zeledón      | 1 - 1 | Guadalupe F.C.                 | Municipal        | 18 de abril | 20:00 |         |
| Deportivo Saprissa | 2 - 1 | Limón F.C.                     | Ricardo Saprissa | 18 de abril | 20:00 |         |
| Total de goles:16  |       |                                |                  |             |       |         |

## Fase cuadrangular

### Tabla de posiciones
|    | Equipos            |  | PJ | PG | PE | PP | GF | GC | Dif. | Pts. |
| -- | ------------------ |  | -- | -- | -- | -- | -- | -- | ---- | ---- |
| 1. | Deportivo Saprissa |  | 6  | 3  | 2  | 1  | 13 | 8  | +5   | 11   |
| 2. | L.D. Alajuelense   |  | 6  | 3  | 2  | 1  | 10 | 8  | +2   | 11   |
| 3. | C.S. Herediano     |  | 6  | 3  | 0  | 3  | 8  | 7  | +1   | 9    |
| 4. | Santos de Guápiles |  | 6  | 1  | 0  | 5  | 5  | 13 | -8   | 3    |

| Simbología |
| --- |
| Pos – Posición; PJ – Partidos Jugados; PG - Partidos Ganados; PE - Partidos Empatados; PP - Partidos Perdidos; GF – Goles a Favor; GC – Goles en Contra; DIF – Diferencia de Goles; PTS - Puntos. |

|  | Líder, clasifica a la final (1º Lugar). |

### Tabla general
El equipo que asegura el primer lugar de la cuadrangular que no sea el líder de la clasificación, accederá a una final por el título a visita recíproca (ida y vuelta). Para determinar el conjunto local del último partido, se tomará en cuenta el puntaje obtenido en las dos fases. De no presentarse esta situación, donde si el mismo club es líder de las dos etapas, se coronará campeón automáticamente sin necesidad de lo mencionado anteriormente.
|    | Equipos            |  | PJ | PG | PE | PP | GF | GC | Dif. | Pts. |
| -- | ------------------ |  | -- | -- | -- | -- | -- | -- | ---- | ---- |
| 1. | Deportivo Saprissa |  | 28 | 16 | 7  | 5  | 56 | 29 | +27  | 55   |
| 2. | L.D. Alajuelense   |  | 28 | 16 | 6  | 6  | 56 | 33 | +23  | 54   |
| 3. | C.S. Herediano     |  | 28 | 16 | 6  | 6  | 42 | 21 | +21  | 54   |
| 4. | Santos de Guápiles |  | 28 | 11 | 9  | 8  | 35 | 29 | +6   | 42   |

### Evolución de la cuadrangular
| Equipo / Jornada | 01 | 02 | 03 | 04 | 05 | 06 |
| ---------------- | -- | -- | -- | -- | -- | -- |
| Saprissa         | 2  | 4  | 2  | 1  | 1  | 1  |
| Alajuelense      | 3  | 3  | 3  | 2  | 2  | 2  |
| Herediano        | 1  | 1  | 1  | 3  | 3  | 3  |
| Santos           | 4  | 2  | 4  | 4  | 4  | 4  |

### Jornadas
- Los horarios son correspondientes al tiempo de Costa Rica (UTC-6).

#### Primera vuelta
| Santos de Guápiles | 0 - 1 | C.S. Herediano     | Ebal Rodríguez | 22 de abril | 15:00 |  |
| L.D. Alajuelense   | 3 - 3 | Deportivo Saprissa | Morera Soto    | 22 de abril | 17:00 |  |
| Total de goles: 7  |       |                    |                |             |       |  |

| C.S. Herediano     | 1 - 0 | Deportivo Saprissa | Rosabal Cordero | 28 de abril | 20:00 |  |
| Santos de Guápiles | 1 - 0 | L.D. Alajuelense   | Ebal Rodríguez  | 29 de abril | 16:00 |  |
| Total de goles: 2  |       |                    |                 |             |       |  |

| Deportivo Saprissa | 4 - 2 | Santos de Guápiles | Ricardo Saprissa | 2 de mayo | 20:00 |  |
| L.D. Alajuelense   | 1 - 0 | C.S. Herediano     | Nacional         | 2 de mayo | 20:05 |  |
| Total de goles:7   |       |                    |                  |           |       |  |

#### Segunda vuelta
| Santos de Guápiles | 0 - 3 | Deportivo Saprissa | Ebal Rodríguez  | 6 de mayo | 16:00 |  |
| C.S. Herediano     | 2 - 3 | L.D. Alajuelense   | Rosabal Cordero | 6 de mayo | 18:05 |  |
| Total de goles: 8  |       |                    |                 |           |       |  |

| Deportivo Saprissa | 2 - 1 | C.S. Herediano     | Ricardo Saprissa | 9 de mayo | 20:00 |  |
| L.D. Alajuelense   | 2 - 1 | Santos de Guápiles | Morera Soto      | 9 de mayo | 20:00 |  |
| Total de goles: 6  |       |                    |                  |           |       |  |

| C.S. Herediano     | 3 - 1 | Santos de Guápiles | Rosabal Cordero  | 12 de mayo | 20:00 |  |
| Deportivo Saprissa | 1 - 1 | L.D. Alajuelense   | Ricardo Saprissa | 13 de mayo | 16:00 |  |
| Total de goles:6   |       |                    |                  |            |       |  |

## Final

### Deportivo Saprissa - C.S. Herediano
| Ida; 15 de mayo de 2018, 20:05 UTC-6 | C.S. Herediano | 1:1 (1:0) | Deportivo Saprissa | Estadio Rosabal Cordero, Heredia |                            |
|                                      | - Arellano 10' | Reporte   | - Salinas 79'      | Árbitro(s): Henry Bejarano       | Árbitro(s): Henry Bejarano |

| Vuelta; 20 de mayo de 2018, 16:00 UTC-6 | Deportivo Saprissa | 0:0 (4:3 pen.) | C.S. Herediano | Ricardo Saprissa, Tibás San José |  |
|                                         |                    | Reporte        |                |                                  |  |

### Final - Ida
| 1     | POR   | Leonel Moreira    |     |
| 21    | DEF   | Pablo Salazar     |     |
| 15    | DEF   | Júnior Díaz       |     |
| 4     | DEF   | Jhamir Ordian     |     |
| 66    | DEF   | Juan Pablo Vargas |     |
| 12    | MED   | Randall Azofeifa  |     |
| 8     | MED   | Allan Cruz        |     |
| 11    | MED   | José Sánchez      | 54' |
| 9     | MED   | Omar Arellano     | 58' |
| 7     | DEL   | Yendrick Ruíz     | 65' |
| 19    | DEL   | Jairo Arrieta     |     |
| D. T. | D. T. | Jafet Soto        |     |

| 1     | POR   | Kevin Briceño       |     |
| 29    | DEF   | Luis José Hernández |     |
| 3     | DEF   | Yostin Salinas      |     |
| 5     | DEF   | Henrique Moura      |     |
| 6     | DEF   | Heiner Mora         |     |
| 32    | DEF   | Alexander Robinson  |     |
| 20    | MED   | Mariano Torres      |     |
| 11    | MED   | Michael Barrantes   | 74' |
| 26    | MED   | Daniel Colindres    |     |
| 24    | DEL   | David Ramírez       | 67' |
| 34    | DEL   | Jonathan Moya       | 87' |
| D. T. | D. T. | Vladimir Quesada    |     |

| 17 | Centrocampista | Jimmy Marín            | 54' |
| 5  | Centrocampista | Óscar Esteban Granados | 58' |
| 16 | Delantero      | Jonathan Hansen        | 65' |

| 18 | Centrocampista | Luis Stewart Pérez | 67' |
| 28 | Centrocampista | Juan Bustos        | 74' |
| 17 | Delantero      | Ariel Rodríguez    | 87' |

| 10' · | Omar Arellano | 1:0 |

| 79' · | Yostin Salinas | 1:1 |

| 28' | Luis José Hernández |

| Principal  | Henry Bejarano  |
| Asistentes | Erick Sánchez   |
|            | Andrés Arrieta  |
| Cuarto     | Adrián Elizondo |

|                    |     |     |
| Tiros a puerta     | 2   | 4   |
| Faltas             | 11  | 22  |
| Saques de esquina  | 4   | 3   |
| Fueras de juego    | 5   | 4   |
| Posesión del balón | 58% | 42% |

| Alineación inicial |

| 1     | POR   | Leonel Moreira    |     |
| 21    | DEF   | Pablo Salazar     |     |
| 15    | DEF   | Júnior Díaz       |     |
| 4     | DEF   | Jhamir Ordian     |     |
| 66    | DEF   | Juan Pablo Vargas |     |
| 12    | MED   | Randall Azofeifa  |     |
| 8     | MED   | Allan Cruz        |     |
| 11    | MED   | José Sánchez      | 54' |
| 9     | MED   | Omar Arellano     | 58' |
| 7     | DEL   | Yendrick Ruíz     | 65' |
| 19    | DEL   | Jairo Arrieta     |     |
| D. T. | D. T. | Jafet Soto        |     |

| 1     | POR   | Kevin Briceño       |     |
| 29    | DEF   | Luis José Hernández |     |
| 3     | DEF   | Yostin Salinas      |     |
| 5     | DEF   | Henrique Moura      |     |
| 6     | DEF   | Heiner Mora         |     |
| 32    | DEF   | Alexander Robinson  |     |
| 20    | MED   | Mariano Torres      |     |
| 11    | MED   | Michael Barrantes   | 74' |
| 26    | MED   | Daniel Colindres    |     |
| 24    | DEL   | David Ramírez       | 67' |
| 34    | DEL   | Jonathan Moya       | 87' |
| D. T. | D. T. | Vladimir Quesada    |     |

| 17 | Centrocampista | Jimmy Marín            | 54' |
| 5  | Centrocampista | Óscar Esteban Granados | 58' |
| 16 | Delantero      | Jonathan Hansen        | 65' |

| 18 | Centrocampista | Luis Stewart Pérez | 67' |
| 28 | Centrocampista | Juan Bustos        | 74' |
| 17 | Delantero      | Ariel Rodríguez    | 87' |

| 10' · | Omar Arellano | 1:0 |

| 79' · | Yostin Salinas | 1:1 |

| 28' | Luis José Hernández |

| Principal  | Henry Bejarano  |
| Asistentes | Erick Sánchez   |
|            | Andrés Arrieta  |
| Cuarto     | Adrián Elizondo |

|                    |     |     |
| Tiros a puerta     | 2   | 4   |
| Faltas             | 11  | 22  |
| Saques de esquina  | 4   | 3   |
| Fueras de juego    | 5   | 4   |
| Posesión del balón | 58% | 42% |

| Alineación inicial |

| 1     | POR   | Leonel Moreira    |     |
| 21    | DEF   | Pablo Salazar     |     |
| 15    | DEF   | Júnior Díaz       |     |
| 4     | DEF   | Jhamir Ordian     |     |
| 66    | DEF   | Juan Pablo Vargas |     |
| 12    | MED   | Randall Azofeifa  |     |
| 8     | MED   | Allan Cruz        |     |
| 11    | MED   | José Sánchez      | 54' |
| 9     | MED   | Omar Arellano     | 58' |
| 7     | DEL   | Yendrick Ruíz     | 65' |
| 19    | DEL   | Jairo Arrieta     |     |
| D. T. | D. T. | Jafet Soto        |     |

| 1     | POR   | Kevin Briceño       |     |
| 29    | DEF   | Luis José Hernández |     |
| 3     | DEF   | Yostin Salinas      |     |
| 5     | DEF   | Henrique Moura      |     |
| 6     | DEF   | Heiner Mora         |     |
| 32    | DEF   | Alexander Robinson  |     |
| 20    | MED   | Mariano Torres      |     |
| 11    | MED   | Michael Barrantes   | 74' |
| 26    | MED   | Daniel Colindres    |     |
| 24    | DEL   | David Ramírez       | 67' |
| 34    | DEL   | Jonathan Moya       | 87' |
| D. T. | D. T. | Vladimir Quesada    |     |

| 17 | Centrocampista | Jimmy Marín            | 54' |
| 5  | Centrocampista | Óscar Esteban Granados | 58' |
| 16 | Delantero      | Jonathan Hansen        | 65' |

| 18 | Centrocampista | Luis Stewart Pérez | 67' |
| 28 | Centrocampista | Juan Bustos        | 74' |
| 17 | Delantero      | Ariel Rodríguez    | 87' |

| 10' · | Omar Arellano | 1:0 |

| 79' · | Yostin Salinas | 1:1 |

| 28' | Luis José Hernández |

| Principal  | Henry Bejarano  |
| Asistentes | Erick Sánchez   |
|            | Andrés Arrieta  |
| Cuarto     | Adrián Elizondo |

|                    |     |     |
| Tiros a puerta     | 2   | 4   |
| Faltas             | 11  | 22  |
| Saques de esquina  | 4   | 3   |
| Fueras de juego    | 5   | 4   |
| Posesión del balón | 58% | 42% |

| Alineación inicial |

| 1     | POR   | Leonel Moreira    |     |
| 21    | DEF   | Pablo Salazar     |     |
| 15    | DEF   | Júnior Díaz       |     |
| 4     | DEF   | Jhamir Ordian     |     |
| 66    | DEF   | Juan Pablo Vargas |     |
| 12    | MED   | Randall Azofeifa  |     |
| 8     | MED   | Allan Cruz        |     |
| 11    | MED   | José Sánchez      | 54' |
| 9     | MED   | Omar Arellano     | 58' |
| 7     | DEL   | Yendrick Ruíz     | 65' |
| 19    | DEL   | Jairo Arrieta     |     |
| D. T. | D. T. | Jafet Soto        |     |

| 1     | POR   | Kevin Briceño       |     |
| 29    | DEF   | Luis José Hernández |     |
| 3     | DEF   | Yostin Salinas      |     |
| 5     | DEF   | Henrique Moura      |     |
| 6     | DEF   | Heiner Mora         |     |
| 32    | DEF   | Alexander Robinson  |     |
| 20    | MED   | Mariano Torres      |     |
| 11    | MED   | Michael Barrantes   | 74' |
| 26    | MED   | Daniel Colindres    |     |
| 24    | DEL   | David Ramírez       | 67' |
| 34    | DEL   | Jonathan Moya       | 87' |
| D. T. | D. T. | Vladimir Quesada    |     |

| 17 | Centrocampista | Jimmy Marín            | 54' |
| 5  | Centrocampista | Óscar Esteban Granados | 58' |
| 16 | Delantero      | Jonathan Hansen        | 65' |

| 18 | Centrocampista | Luis Stewart Pérez | 67' |
| 28 | Centrocampista | Juan Bustos        | 74' |
| 17 | Delantero      | Ariel Rodríguez    | 87' |

| 10' · | Omar Arellano | 1:0 |

| 79' · | Yostin Salinas | 1:1 |

| 28' | Luis José Hernández |

| Principal  | Henry Bejarano  |
| Asistentes | Erick Sánchez   |
|            | Andrés Arrieta  |
| Cuarto     | Adrián Elizondo |

|                    |     |     |
| Tiros a puerta     | 2   | 4   |
| Faltas             | 11  | 22  |
| Saques de esquina  | 4   | 3   |
| Fueras de juego    | 5   | 4   |
| Posesión del balón | 58% | 42% |

| Alineación inicial |

### Final - Vuelta
| 1     | POR   | Kevin Briceño       |     |
| 3     | DEF   | Yostin Salinas      | 79' |
| 6     | DEF   | Henrique Moura      |     |
| 29    | DEF   | Luis José Hernández |     |
| 6     | DEF   | Heiner Mora         |     |
| 11    | MED   | Michael Barrantes   |     |
| 20    | MED   | Mariano Torres      |     |
| 9     | MED   | Jerry Bengtson      | 76' |
| 26    | DEL   | Daniel Colindres    |     |
| 24    | DEL   | David Ramírez       |     |
| 17    | DEL   | Ariel Rodríguez     | 57' |
| D. T. | D. T. | Vladimir Quesada    |     |

| 1     | POR   | Leonel Moreira    |      |
| 4     | DEF   | Jhamir Ordian     |      |
| 21    | DEF   | Pablo Salazar     |      |
| 15    | DEF   | Júnior Díaz       | 54'  |
| 42    | DEF   | Heyreel Saravia   |      |
| 8     | MED   | Allan Cruz        | 105' |
| 26    | MED   | Leonardo González |      |
| 12    | MED   | Randall Azofeifa  |      |
| 9     | MED   | Omar Arellano     |      |
| 19    | DEL   | Jairo Arrieta     |      |
| 29    | DEL   | Esteban Ramírez   | 73'  |
| D. T. | D. T. | Jafet Soto        |      |

| 14 | Centrocampista | Jaikel Medina      | 57' |
| 7  | Centrocampista | Johan Venegas      | 76' |
| 36 | Centrocampista | Luis Stewart Pérez | 79' |

| 7  | Delantero      | Yendrick Ruíz          | 54'  |
| 11 | Centrocampista | José Sánchez           | 73'  |
| 5  | Centrocampista | Óscar Esteban Granados | 105' |

| 18' · 19' · 61' · 86' · 87' · 89' | Mariano Torres Michael Barrantes Yostin Salinas Kevin Briceño Jaikel Medina Johan Venegas |

| 29' · 41' · 48' · 75' · 89' · 110' | Randall Azofeifa Júnior Díaz Jhamir Ordian Yendrick Ruíz José Sánchez Omar Arellano |

| 29' · | Heiner Mora |

| Principal  | Ricardo Montero  |
| Asistentes | Juan Carlos Mora |
|            | Osvaldo Luna     |
| Cuarto     | Benjamín Pineda  |

|                    |     |     |
| Tiros              | 5   | 9   |
| Tiros a puerta     | 0   | 1   |
| Faltas             | 22  | 24  |
| Saques de esquina  | 13  | 6   |
| Penaltis           | -   | -   |
| Fueras de juego    | 4   | 4   |
| Posesión del balón | 48% | 52% |

| Alineación inicial |

| 1     | POR   | Kevin Briceño       |     |
| 3     | DEF   | Yostin Salinas      | 79' |
| 6     | DEF   | Henrique Moura      |     |
| 29    | DEF   | Luis José Hernández |     |
| 6     | DEF   | Heiner Mora         |     |
| 11    | MED   | Michael Barrantes   |     |
| 20    | MED   | Mariano Torres      |     |
| 9     | MED   | Jerry Bengtson      | 76' |
| 26    | DEL   | Daniel Colindres    |     |
| 24    | DEL   | David Ramírez       |     |
| 17    | DEL   | Ariel Rodríguez     | 57' |
| D. T. | D. T. | Vladimir Quesada    |     |

| 1     | POR   | Leonel Moreira    |      |
| 4     | DEF   | Jhamir Ordian     |      |
| 21    | DEF   | Pablo Salazar     |      |
| 15    | DEF   | Júnior Díaz       | 54'  |
| 42    | DEF   | Heyreel Saravia   |      |
| 8     | MED   | Allan Cruz        | 105' |
| 26    | MED   | Leonardo González |      |
| 12    | MED   | Randall Azofeifa  |      |
| 9     | MED   | Omar Arellano     |      |
| 19    | DEL   | Jairo Arrieta     |      |
| 29    | DEL   | Esteban Ramírez   | 73'  |
| D. T. | D. T. | Jafet Soto        |      |

| 14 | Centrocampista | Jaikel Medina      | 57' |
| 7  | Centrocampista | Johan Venegas      | 76' |
| 36 | Centrocampista | Luis Stewart Pérez | 79' |

| 7  | Delantero      | Yendrick Ruíz          | 54'  |
| 11 | Centrocampista | José Sánchez           | 73'  |
| 5  | Centrocampista | Óscar Esteban Granados | 105' |

| 18' · 19' · 61' · 86' · 87' · 89' | Mariano Torres Michael Barrantes Yostin Salinas Kevin Briceño Jaikel Medina Johan Venegas |

| 29' · 41' · 48' · 75' · 89' · 110' | Randall Azofeifa Júnior Díaz Jhamir Ordian Yendrick Ruíz José Sánchez Omar Arellano |

| 29' · | Heiner Mora |

| Principal  | Ricardo Montero  |
| Asistentes | Juan Carlos Mora |
|            | Osvaldo Luna     |
| Cuarto     | Benjamín Pineda  |

|                    |     |     |
| Tiros              | 5   | 9   |
| Tiros a puerta     | 0   | 1   |
| Faltas             | 22  | 24  |
| Saques de esquina  | 13  | 6   |
| Penaltis           | -   | -   |
| Fueras de juego    | 4   | 4   |
| Posesión del balón | 48% | 52% |

| Alineación inicial |

| 1     | POR   | Kevin Briceño       |     |
| 3     | DEF   | Yostin Salinas      | 79' |
| 6     | DEF   | Henrique Moura      |     |
| 29    | DEF   | Luis José Hernández |     |
| 6     | DEF   | Heiner Mora         |     |
| 11    | MED   | Michael Barrantes   |     |
| 20    | MED   | Mariano Torres      |     |
| 9     | MED   | Jerry Bengtson      | 76' |
| 26    | DEL   | Daniel Colindres    |     |
| 24    | DEL   | David Ramírez       |     |
| 17    | DEL   | Ariel Rodríguez     | 57' |
| D. T. | D. T. | Vladimir Quesada    |     |

| 1     | POR   | Leonel Moreira    |      |
| 4     | DEF   | Jhamir Ordian     |      |
| 21    | DEF   | Pablo Salazar     |      |
| 15    | DEF   | Júnior Díaz       | 54'  |
| 42    | DEF   | Heyreel Saravia   |      |
| 8     | MED   | Allan Cruz        | 105' |
| 26    | MED   | Leonardo González |      |
| 12    | MED   | Randall Azofeifa  |      |
| 9     | MED   | Omar Arellano     |      |
| 19    | DEL   | Jairo Arrieta     |      |
| 29    | DEL   | Esteban Ramírez   | 73'  |
| D. T. | D. T. | Jafet Soto        |      |

| 14 | Centrocampista | Jaikel Medina      | 57' |
| 7  | Centrocampista | Johan Venegas      | 76' |
| 36 | Centrocampista | Luis Stewart Pérez | 79' |

| 7  | Delantero      | Yendrick Ruíz          | 54'  |
| 11 | Centrocampista | José Sánchez           | 73'  |
| 5  | Centrocampista | Óscar Esteban Granados | 105' |

| 18' · 19' · 61' · 86' · 87' · 89' | Mariano Torres Michael Barrantes Yostin Salinas Kevin Briceño Jaikel Medina Johan Venegas |

| 29' · 41' · 48' · 75' · 89' · 110' | Randall Azofeifa Júnior Díaz Jhamir Ordian Yendrick Ruíz José Sánchez Omar Arellano |

| 29' · | Heiner Mora |

| Principal  | Ricardo Montero  |
| Asistentes | Juan Carlos Mora |
|            | Osvaldo Luna     |
| Cuarto     | Benjamín Pineda  |

|                    |     |     |
| Tiros              | 5   | 9   |
| Tiros a puerta     | 0   | 1   |
| Faltas             | 22  | 24  |
| Saques de esquina  | 13  | 6   |
| Penaltis           | -   | -   |
| Fueras de juego    | 4   | 4   |
| Posesión del balón | 48% | 52% |

| Alineación inicial |

| 1     | POR   | Kevin Briceño       |     |
| 3     | DEF   | Yostin Salinas      | 79' |
| 6     | DEF   | Henrique Moura      |     |
| 29    | DEF   | Luis José Hernández |     |
| 6     | DEF   | Heiner Mora         |     |
| 11    | MED   | Michael Barrantes   |     |
| 20    | MED   | Mariano Torres      |     |
| 9     | MED   | Jerry Bengtson      | 76' |
| 26    | DEL   | Daniel Colindres    |     |
| 24    | DEL   | David Ramírez       |     |
| 17    | DEL   | Ariel Rodríguez     | 57' |
| D. T. | D. T. | Vladimir Quesada    |     |

| 1     | POR   | Leonel Moreira    |      |
| 4     | DEF   | Jhamir Ordian     |      |
| 21    | DEF   | Pablo Salazar     |      |
| 15    | DEF   | Júnior Díaz       | 54'  |
| 42    | DEF   | Heyreel Saravia   |      |
| 8     | MED   | Allan Cruz        | 105' |
| 26    | MED   | Leonardo González |      |
| 12    | MED   | Randall Azofeifa  |      |
| 9     | MED   | Omar Arellano     |      |
| 19    | DEL   | Jairo Arrieta     |      |
| 29    | DEL   | Esteban Ramírez   | 73'  |
| D. T. | D. T. | Jafet Soto        |      |

| 14 | Centrocampista | Jaikel Medina      | 57' |
| 7  | Centrocampista | Johan Venegas      | 76' |
| 36 | Centrocampista | Luis Stewart Pérez | 79' |

| 7  | Delantero      | Yendrick Ruíz          | 54'  |
| 11 | Centrocampista | José Sánchez           | 73'  |
| 5  | Centrocampista | Óscar Esteban Granados | 105' |

| 18' · 19' · 61' · 86' · 87' · 89' | Mariano Torres Michael Barrantes Yostin Salinas Kevin Briceño Jaikel Medina Johan Venegas |

| 29' · 41' · 48' · 75' · 89' · 110' | Randall Azofeifa Júnior Díaz Jhamir Ordian Yendrick Ruíz José Sánchez Omar Arellano |

| 29' · | Heiner Mora |

| Principal  | Ricardo Montero  |
| Asistentes | Juan Carlos Mora |
|            | Osvaldo Luna     |
| Cuarto     | Benjamín Pineda  |

|                    |     |     |
| Tiros              | 5   | 9   |
| Tiros a puerta     | 0   | 1   |
| Faltas             | 22  | 24  |
| Saques de esquina  | 13  | 6   |
| Penaltis           | -   | -   |
| Fueras de juego    | 4   | 4   |
| Posesión del balón | 48% | 52% |

| Alineación inicial |

|                            |
| Campeón Deportivo Saprissa |
| 34.to título               |

## Estadísticas

### Máximos goleadores
Lista con los máximos goleadores de la competencia.
| Pos. | Posición | Jugador             | Equipo                         | Goles |
| ---- | -------- | ------------------- | ------------------------------ | ----- |
| 1.º  |          | Roger Rojas         | L.D. Alajuelense               | 20    |
| 2.º  |          | Jonathan McDonald   | L.D. Alajuelense               | 16    |
| 3.º  |          | Andrey Francis      | Limón F.C.                     | 10    |
| 4.º  |          | Daniel Colindres    | Deportivo Saprissa             | 9     |
| 4.º  |          | David Ramírez       | Deportivo Saprissa             | 9     |
| 4.º  |          | Yendrick Ruíz       | C.S. Herediano                 | 9     |
| 7.º  |          | Jairo Arrieta       | C.S. Herediano                 | 8     |
| 8.º  |          | Ariel Rodríguez     | Deportivo Saprissa             | 7     |
| 8.º  |          | Francisco Rodríguez | Universidad de Costa Rica F.C. | 7     |
| 8.º  |          | Víctor Pérez        | Limón F.C.                     | 7     |

### Tripletes o más
| Luis Ángel Landín                 | C.S. Herediano | Municipal Grecia | 3 - 0 | 31', 40', 90+1' | 17 de enero |
| Bandera de ?                      | Bandera de ?   | Bandera de ?     |       |                 |             |
| Bandera de ?                      | Bandera de ?   | Bandera de ?     |       |                 |             |
| Última actualización: 17 de enero |                |                  |       |                 |             |

## Asistencia y recaudación
| Deportivo Saprissa                       | 112.187 | ₡ 298.329 |
| L.D. Alajuelense                         | 107.081 | ₡ 286.365 |
| C.S. Herediano                           | 32.977  | ₡ 68.811  |
| C.S. Cartaginés                          | 48.441  | ₡ 39.615  |
| Municipal Liberia                        | 13.241  | ₡ 23.474  |
| Universidad de Costa Rica F.C.           | 12.766  | ₡ 14.350  |
| Pérez Zeledón                            | 9.338   | ₡ 30.300  |
| Guadalupe F.C.                           | 8.668   | ₡ 11.876  |
| Santos de Guápiles                       | 8.273   | ₡ 16.778  |
| A.D. Carmelita                           | 7.059   | ₡ 17.715  |
| Municipal Grecia                         | 6.895   | ₡ 23.513  |
| Limón F.C.                               | 6.563   | ₡ 20.548  |
| Última actualización: 13 de mayo de 2018 |         |           |